# Ehemaliges Haus Zuberbühler
La Ehemaliges Haus Zuberbühler ("Ex casa Zuberbühler") è un edificio storico a Speicher. È classificato dal governo svizzero come bene culturale di importanza nazionale.

## Storia
La casa fu costruita originariamente nel 1747 sul sito di un precedente edificio dal capomastro Johannes Grubenmann per l'allora landamano Johann Jakob Zuberbühler. Due giardini e una fontana furono aggiunti nel 1764. Fino al 1815 la casa aveva due tetti a capanna mansardati, mentre in quell'anno la casa fu ampliata nella forma attuale con un tetto a padiglione, e vennero aggiunti sul sito della scuola del villaggio un lavatoio e una rimessa per le carrozze con cantina con volta a botte.

## Descrizione
La casa è realizzata in puro stile Régence, e il portone rappresenta l'unico caso di tale stile in Appenzello Esterno. L'interno presenta diversi stuccati, sempre in stile Régence, con diverse allegorie.